# Підгай
Підга́й — село в Україні, у Острожецькій сільській громаді Дубенського району Рівненської області. Населення становить 27 осіб. До 2016 у складі Малинської сільської ради.

## Географія
На південно-західній околиці села пролягає автошлях Т 1813.

## Історія
7 (20) листопада 1917 року, відповідно до Третього Універсалу Української Центральної Ради, увійшло до складу Української Народної Республіки.
12 червня 2020 року, відповідно до розпорядження Кабінету Міністрів України № 722-р від «Про визначення адміністративних центрів та затвердження територій територіальних громад Рівненської області», увійшло до складу Острожецької сільської громади.
19 липня 2020 року, в результаті адміністративно-територіальної реформи та ліквідації Млинівського району, село увійшло до складу Дубенського району.

## Населення

### Мова
Розподіл населення за рідною мовою за даними перепису 2001 року:
| Мова       | Кількість | Відсоток |
| ---------- | --------- | -------- |
| українська | 26        | 96.3%    |
| російська  | 1         | 3.7%     |
| Усього     | 27        | 100%     |